# 7 Dies
7 Dies é uma revista de classificados em catalão publicada em Andorra, de distribuição gratuita nas residências. Tem uma frequência semanal. A editora é a de Premsa Andorrana, a mesma empresa que também publica o Diari d'Andorra. Sua circulação é de mais de 30.500 unidades por semana. A primeira edição foi em 2 de dezembro de 1994. Basicamente, contém publicidade e se destaca principalmente por sua seção classificada. Ele também inclui pequenas seções de notícias atuais, bem como programação semanal de televisão. O primeiro diretor foi a jornalista andorrana Rosa Mari Sorribes. Atualmente, ele é o diretor da Ignasi de Planell.